# Winston Guy
Winston Guy Jr. (* 23. dubna 1990 v Lexingtonu, stát Kentucky) je bývalý hráč amerického fotbalu, který nastupoval na pozici Free safetyho v National Football League. Univerzitní fotbal hrál za University of Kentucky, poté byl vybrán v šestém kole Draftu NFL 2012 týmem Seattle Seahawks.

## Profesionální kariéra
| Parametry před draftem |           |            |                |                    |             |             |        |          |                   |                |
| Výška                  | Váha      | Délka paží | Velikost rukou | Sprint na 40 yardů | 10-yd split | 20-yd split | 20 ss  | 3 kužely | Vertikální výskok | Skok z místa   |
| 6 stop 1 palec         | 218 liber | 33 palců   | 9 palců        | 4.70 s             | 1.65 s      | 2.73 s      | 4.29 s | 6.79 s   | 36 palců          | 9 stop 7 palců |

### Seattle Seahawks
Guy byl draftován v šestém kole Draftu NFL 2012 jako 181. hráč celkově týmem Seattle Seahawks, v celém následujícím ročníku zasáhl pouze do tří utkání a v nich si připsal dva tackly. 31. srpna byl ze služeb Seahawks propuštěn.

### Jacksonville Jaguars
Guy podepsal 1. září 2013 smlouvu s Jacksonville Jaguars a v sezóně 2013 nastoupil do čtrnácti utkání, ve kterých zaznamenal 29 tacklů, sack, forced fumble a jednu zblokovanou přihrávku. Poté, co odehrál první tři zápasy sezóny 2014, byl Jaguars 29. září propuštěn.

### Indianapolis Colts
3. října 2014 podepsal Guy smlouvu s Indianapolis Colts jako náhradník. V sezóně 2015 pak zasáhl do dvanácti utkání, ve kterých si připsal 6 tacklů.
20. září 2016 byl propuštěn a následně ukončil kariéru.

## Statistiky
| Sezóna        | Tým                  | OZ            | SH            | Tackly        | Tackly        | Tackly        | Tackly        | Tackly        | Interceptiony | Interceptiony | Interceptiony | Interceptiony | Interceptiony | Interceptiony | Fumbly        | Fumbly        |
| Sezóna        | Tým                  | OZ            | SH            | Celkem        | Sólo          | Asist         | Sacky         | Safety        | UP            | Int           | Yardy         | Prům          | Nejd          | TD            | FF            | FR            |
| Základní část | Základní část        | Základní část | Základní část | Základní část | Základní část | Základní část | Základní část | Základní část | Základní část | Základní část | Základní část | Základní část | Základní část | Základní část | Základní část | Základní část |
| ------------- | -------------------- | ------------- | ------------- | ------------- | ------------- | ------------- | ------------- | ------------- | ------------- | ------------- | ------------- | ------------- | ------------- | ------------- | ------------- | ------------- |
| 2012          | Seattle Seahawks     | 2             | 0             | 0             | 0             | 0             | 0.0           | 0             | 0             | 0             | 0             | 0.0           | 0             | 0             | 0             | 0             |
| 2013          | Jacksonville Jaguars | 14            | 2             | 29            | 22            | 7             | 1.0           | 0             | 1             | 0             | 0             | 0.0           | 0             | 0             | 1             | 0             |
| 2014          | Indianapolis Colts   | 4             | 3             | 14            | 10            | 4             | 1.0           | 0             | 1             | 0             | 0             | 0.0           | 0             | 0             | 0             | 0             |
| 2015          | Indianapolis Colts   | 12            | 0             | 6             | 4             | 2             | 0.0           | 0             | 0             | 0             | 0             | 0.0           | 0             | 0             | 0             | 0             |
| 2016          | Indianapolis Colts   | 2             | 0             | 4             | 3             | 1             | 0.0           | 0             | 0             | 0             | 0             | 0.0           | 0             | 0             | 0             | 0             |
| Celkem        | Celkem               | 34            | 5             | 53            | 39            | 14            | 2.0           | 0             | 2             | 0             | 0             | 0.0           | 0             | 0             | 1             | 0             |
| Play-off      |                      |               |               |               |               |               |               |               |               |               |               |               |               |               |               |               |
| 2012          | Seattle Seahawks     | 1             | 0             | 2             | 2             | 0             | 0.0           | 0             | 0             | 0             | 0             | 0.0           | 0             | 0             | 0             | 0             |
| Celkem        | Celkem               | 1             | 0             | 2             | 2             | 0             | 0.0           | 0             | 0             | 0             | 0             | 0.0           | 0             | 0             | 0             | 0             |